# Farakka
Farakka är en ort i Indien.   Den ligger i distriktet Murshidabad och delstaten Västbengalen, i den östra delen av landet, 1 100 km öster om huvudstaden New Delhi. Farakka ligger 25 meter över havet och antalet invånare är 21 834.
Terrängen runt Farakka är mycket platt. Runt Farakka är det mycket tätbefolkat, med 1 956 invånare per kvadratkilometer. Närmaste större samhälle är Dhuliān, 16,0 km söder om Farakka. Trakten runt Farakka består till största delen av jordbruksmark.